# Henrik Heikel
Henrik Heikel, född den 14 januari 1808 i Uleåborg, död den 14 mars 1867 i Helsingfors, var en finländsk skolman, far till Viktor och Felix Heikel, farbror till Axel och Ivar Heikel.

## Biografi
Heikel blev student 1823, filosofie magister 1832, lektor i filosofi och naturalhistoria vid Åbo gymnasium 1835 och kyrkoherde i Pedersöre 1861. Heikel erhöll många förtroendeuppdrag, bland annat var han lantdagsman för prästeståndet 1863–1864 och 1867. Han skänkte medel till inrättandet av en småbarnsskola i Åbo och inrättade på egen bekostnad ett hem för döva i Pedersöre som sedermera inlöstes och övertogs av staten. Under nödåret 1862 lånade han åt allmogen 30 000 mark. Som pedagog gav han ut Lärobok i geometrien innefattande sex böcker af Euklides elementa jämte praktisk tillämpning (3:e upplagan 1871).

## Utmärkelser
- Sankt Annas orden, tredje klass,  4 mars 1854[1]
- Sankt Stanislausorden, andra klassen,  1858[1]

[Redigera Wikidata]